# Oak Ridge-observatoriet
Oak Ridge-observatoriet även känt som George R. Agassiz Station, är ett observatorium i Harvard, Massachusetts. Det byggdes 1933.
Minor Planet Center listar observatoriet som upptäckare av 38 asteroider.
Asteroiden 4733 ORO är uppkallad efter observatoriet.

## Asteroider upptäckta av Oak Ridge-observatoriet
| 2674 Pandarus      | 27 januari 1982   |
| 2872 Gentelec      | 5 september 1981  |
| 3076 Garber        | 13 september 1982 |
| 3342 Fivesparks    | 27 januari 1982   |
| 3773 Smithsonian   | 23 december 1984  |
| 3797 Ching-Sung Yu | 22 december 1987  |
| 4372 Quincy        | 3 oktober 1984    |
| 4733 ORO           | 19 april 1982     |
| 5976 Kalatajean    | 25 september 1992 |
| 6696 Eubanks       | 1 september 1986  |
| 6949 Zissell       | 11 september 1982 |
| 7276 Maymie        | 4 september 1983  |
| 7383 Lassovszky    | 30 september 1981 |
| 7386 Paulpellas    | 25 november 1981  |

| 7461 Kachmokiam  | 3 oktober 1984    |
| 7639 Offutt      | 21 februari 1985  |
| 7738 Heyman      | 24 november 1981  |
| 7940 Erichmeyer  | 13 mars 1991      |
| 8161 Newman      | 19 augusti 1990   |
| 8357 O'Connor    | 25 september 1989 |
| 8496 Jandlsmith  | 16 augusti 1990   |
| 9179 Satchmo     | 13 mars 1991      |
| 9291 Alanburdick | 17 augusti 1982   |
| 9929 McConnell   | 24 februari 1982  |
| 10289 Geoffperry | 24 augusti 1984   |
| 10290 Kettering  | 17 september 1985 |
| 12223 Hoskin     | 8 oktober 1983    |
| 12224 Jimcornell | 19 oktober 1984   |

| (12319) 1992 PC   | 2 augusti 1992    |
| (13635) 1995 WA42 | 22 november 1995  |
| (14416) 1991 RU7  | 8 september 1991  |
| (14830) 1986 XR5  | 5 december 1986   |
| (15731) 1990 UW2  | 16 oktober 1990   |
| (16437) 1988 XX1  | 7 december 1988   |
| (17400) 1985 PL1  | 13 augusti 1985   |
| (26809) 1984 QU   | 24 augusti 1984   |
| (43755) 1983 RJ1  | 5 september 1983  |
| (168315) 1982 RA1 | 13 september 1982 |